# Свети Архангел Михаил (католическа църква във Варна)
Вижте пояснителната страница за други значения на Свети Архангел Михаил.
 Тази статия е за католическата църква.  За православната църква вижте Свети Архангел Михаил (православна църква във Варна).  
„Свети Архангел Михаил“ е римокатолически параклис, действащ молитвен дом в енорията на храм „Благовещение Господне“ във Варна.

## История на храма
Параклисът е проектиран от архитект Мариано Пернигони заедно със сградата на колежа „Свети Михаил“ във Варна през 1905 г., но е изпълнен от архитект Дабко Дабков. През 1924 г. параклисът е ремонтиран в унисон с построената преди това до него административна сграда на колежа.
Параклисът е затворен през 1973 г. заедно с енорийския храм „Непорочно зачатие на Дева Мария“. Възстановен е непосредствено след 1989 г. До окончателното завършване на възстановителната дейност на енорийския храм през декември 2013 г. параклисът поема функциите на енорийски храм и Светата литургия е отслужвана в него.
Параклисът е в единен комплекс с манастира на сестрите от ордена на „Майка Тереза“ – първия манастир на ордена в България, отворил врати през 1994 г., със столова за социално слаби и безработни, стари, изнемощели и болни хора под грижите на сестрите от ордена.
Храмовият годишен празник е на 29 септември.

## Оформление на параклиса и манастира
Архитектурата на параклиса е готическа. Фасадата е разчленена вертикално от широки лизени, които създават шест полета, в които са поместени обединени в тройки тесни прозорци-витражи с островърхи арки, разделени на фигури от метални шпроси. Крайното ляво поле е по-тясно и там е развито входното пространство.
Главният корниз е украсен с аркатура от готически арки. В оста на прозорците двускатният покрив е отворен с капандури с кръгли прозорци. В полето над входа е проектирана висока четириъгълна пирамидална кула, завършваща с кръст, която обединява църквата и манастира.
За сградата на манастира се знае е, че е надстроявана с трети етаж през 1924 г. заедно с ремонт на параклиса от арх. Александър Дубовик. Последният е бил предназначен за пансион. Сградата е построена на ъгъл с две равностойни фасади. Партерът е висок, изграден в рустика. Фасадите са разчленени от корнизи. Прозорците са фланкирани от пиластри. Над и под прозорците са поставени табли, украсени с геометрична пластика.
Главният корниз обединява двете фасади и е подравнен с този на параклиса